# حاصل ضرب بهره در پهنای‌باند

اضافه کردن بازخورد منفی دامنه را محدود اما اما پاسخ فرکانسی تقویت کننده را بهبود می‌بخشد.

حاصل‌ضرب بهره در پهنای‌باند (به عنوان GBWP ,GBW ,GBP یا GB) برای یک تقویت‌کننده، حاصل‌ضرب پهنای‌باند تقویت‌کننده و بهره در آن پهنای‌باند است.
برای قطعاتی مانند تقویت‌کننده‌های عملیاتی که به گونه‌ای طراحی شده‌اند که پاسخ فرکانسی یک قطب داشته باشند، حاصل‌ضرب بهره در پهنای‌باند تقریباً مستقل از بهره‌ای است که در آن اندازه‌گیری می‌شود. در چنین قطعاتی حاصل‌ضرب بهره در پهنای‌باند نیز برابر است با پهنای‌باند در بهره واحد تقویت‌کننده (پهنای‌باندی که در آن بهره تقویت‌کننده حداقل ۱ است). برای یک تقویت‌کننده که بازخورد منفی باعث افزایش بهره به زیر بهره حلقه باز می‌شود، حاصل‌ضرب بهره در پهنای‌باند تقویت‌کننده حلقه بسته تقریباً برابر با تقویت‌کننده حلقه باز آن خواهد بود. با توجه به اس سیرینی‌واسان، «پارامتر مشخصه وابستگی فرکانس از بهره تقویت‌کننده عملیاتی حاصل‌ضرب بهره در پهنای‌باند محدود است.»

### مثال‌ها
اگر GBWP یک تقویت‌کننده عملیاتی ۱ مگاهرتز باشد، به این معنی است که بهره قطعه در فرکانس ۱ مگاهرتز به مقدار واحد افت می‌کند. از این رو، هنگامی که قطعه برای به دست آوردن بهره واحد سیم‌بندی شود، حداکثر در ۱ مگاهرتز (GBWP = بهره × پهنای‌باند، بنابراین اگر پهنای‌باند = ۱ مگاهرتز، سپس به دست آوریم، بهره = ۱) بدون اعوجاج بیش از حد سیگنال کار می‌کند. همان قطعه وقتی که برای بهره ۱۰ سیم‌بندی شود، مطابق با فرمول حاصل‌ضرب GBW، حداکثر در فرکانس ۱۰۰ کیلوهرتز کار می‌کند. علاوه بر این، اگر کمینه فرکانس کاری ۱ هرتز باشد، پس از آن به دست آوردن حداکثر بهره که می‌تواند از قطعه استخراج کرد {\displaystyle 1\times 10^{6}} است.
ما همچنین می‌توانیم به‌طور تحلیلی نشان دهیم که برای{\displaystyle \omega \gg \omega _{c}}، GBWP ثابت است.
اگر {\displaystyle A_{1}(\omega )} یک تابع انتقال مرتبه اول باشد که توسط:
{\displaystyle A_{1}(\omega )={\frac {H_{0}}{\sqrt {1+{{\left({\frac {\omega }{\omega _{c}}}\right)}^{2}}}}}}
ما نشان خواهیم داد که:
{\displaystyle GBWP_{\omega \gg {\omega _{c}}}={A_{1}}(\omega )\cdot \omega \approx const.}
اثبات: ما بسط خواهیم داد {\displaystyle A_{1}} را با استفاده از سری تیلور و حفظ ثابت و جمله اول، برای به دست آوردن:
{\displaystyle GBWP={A_{1}}(\omega )\cdot \omega ={\frac {H_{0}}{\sqrt {1+{{\left({\frac {\omega }{\omega _{c}}}\right)}^{2}}}}}\cdot \omega \simeq {\frac {H_{0}}{\sqrt {{\left({\frac {\omega }{\omega _{c}}}\right)}^{2}}}}{\left(\omega -{\frac {\omega _{c}^{2}}{2\omega }}\right)}={H_{0}}\cdot {\omega _{c}}\left(1-{\frac {\omega _{c}^{2}}{2\omega ^{2}}}\right)=const.}

## ترانزیستورها
برای ترانزیستور، حاصل‌ضرب بهره جریان در پهنای‌باند به عنوان fT یا فرکانس قطع شناخته شده‌است. معمولاً، ترانزیستور باید در فرکانس‌های خیلی زیر fT بکار رود تا برای تقویت‌کننده و نوسان‌ساز مفید باشد.